# Хоул, Билли
Уи́льям Уо́лтер Ду́глас Хо́ул (англ. William Walter Douglas Howle; род. 9 ноября 1989, Сток-он-Трент, Стаффордшир, Англия, Великобритания) — британский актёр.

## Биография
Хоул родился в Сток-он-Тренте, Стаффордшир. В 2014 году он сыграл роль в телесериале «Клей». Он снялся в фильме «Предчувствие конца», а также сыграл одну из главных ролей в телесериале «Свидетель обвинения».
В 2018 года вместе с Сиршей Ронан он сыграл одну из главных ролей в экранизации романа Иэна Макьюэна «На берегу», а также роль в фильме «Чайка», экранизации одноимённой пьесы Чехова. Хоул сыграл Эдуарда II в историческом фильме «Король вне закона», вышедшим на Netflix.

## Фильмография
| Год  |   | Русское название                  | Оригинальное название            | Роль               |
| ---- | - | --------------------------------- | -------------------------------- | ------------------ |
| 2014 | с | Клей                              | Glue                             | Джеймс Варвик      |
| 2014 | с | Новые миры                        | New Worlds                       | Джозеф             |
| 2016 | с | Свидетель обвинения               | The Witness for the Prosecution  | Леонард Воул       |
| 2017 | ф | Предчувствие конца                | The Sense of an Ending           | Тони Вебстер       |
| 2017 | ф | Дюнкерк                           | Dunkirk                          | Офицер             |
| 2017 | ф | На берегу                         | On Chesil Beach                  | Эдвард Мэйхью      |
| 2018 | ф | Чайка                             | The Seagull                      | Константин Треплев |
| 2018 | ф | Король вне закона                 | Outlaw King                      | Эдуард II          |
| 2019 | с | МатьОтецСын                       | MotherFatherSon                  | Кейден             |
| 2019 | ф | Звёздные войны: Скайуокер. Восход | Star Wars: The Rise of Skywalker | Датан (отец Рей)   |
| 2021 | с | Змей                              | Serpent                          | Герман Книппенберг |
| 2022 | с | Под знаменем небес                | Under the Banner of Heaven       | Аллен Лафферти     |
| 2022 | с | Хлоя                              | Chloe                            | Эллиот Фэйрборн    |